# Рудник Баладе
Рудник Баладе (Balade) – колишній гірничодобувний майданчик у Меланезії на острові Нова Каледонія (заморське володіння Франції).
В 1872 році на північному завершенні Нової Каледонії в долині потоку Баладе відкрили родовище міді. Видобуток почався у грудні тго ж року, до завершення якого встигли вилучити 37 тонн руди з дуже високим вмістом міді – від 30% до 40%. В 1874, 1875 та 1876 роках копальня видала 665, 1340 та 4622 тонн руди відповідно. В 1879-му видобуток досягнув 7741 тонни, що все ще мала дуже високий вміст цільового комоненту – 18%.
Розробка велась підземним способом, при цьому в підсумку спорудили не менше чотирьох сполучених між собою виробітками шатних стовбурів, що мали глибину 37, 55, 123 та 212 метрів. Руду після сортування та промивки вивозили по прокладеній колії до річки Діахот, після чого сплавляли по ній у баржах до розташованої в усті пристані Пам, де перевантажували на вітрильники для доставки на плавильний завод у австралійському Ньюкаслі.
Невдовзі виробництво почало падати і в 1883-му становило лише 2671 тону руди. Підтримку виробництва мала забезпечити розробка родовища Мурат (Murat), яке виявили на ліцензійній ділянці Бруат (Bruat) та ввели у дію в 1884-му, для чого проклали колію від неї до сортувального майданчику Баладе. Втім, того ж року через падіння цін на світовому ринку обидві копальні довелось закрити. Придатне для подальшого використання обладнання перемістили на рудник Meretrice.
Всього за час розробки з Баладе вилучили 40 тисяч тонн руди, що містила 6 тисяч тонн міді (з Мурат так і не встигли отримати  якихось суттєвих обсягів продукції).
В 1929 році Société Minière du Diahot викупила права на родовища та розраховувала відновити розробку Мурат, при цьому збирались відправляти руду на новокаледонський плавильний завод у Тао, що раніше працював з нікелем, проте вже багато років як був виведений з експлуатації. Втім, до фактичного видобутку справа так і не дійшла і через чергове падіння цін на мідь в 1930 році, а наступного року Société Minière du Diahot збанкрутувала.